# Choerospondias axillaris
Choerospondias  es un género de árboles,  perteneciente a la familia de las Anacardiaceae. Su única especie: Choerospondias axillaris (Roxb.) B.L.Burtt & A.W.Hill, es originaria de Asia.

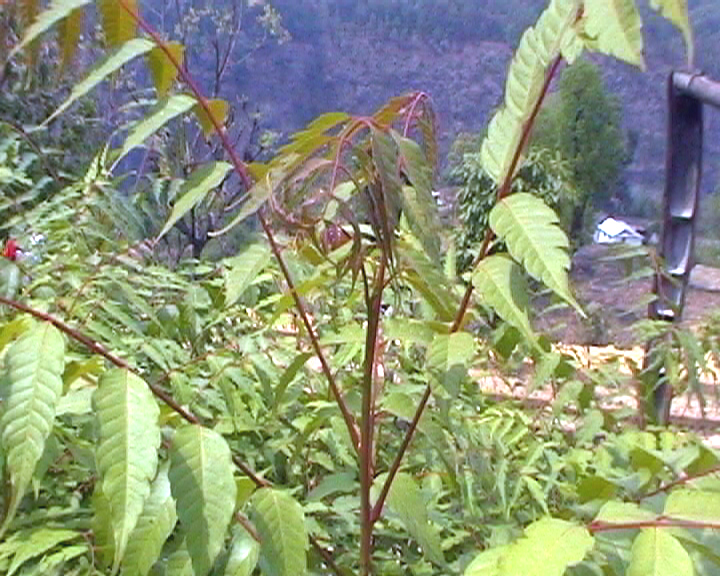
Detalle de las hojas.

Vista de la planta

## Descripción
Choerospondias axillaris, es un árbol de hoja caduca, que alcanza un tamaño de 8 - 20 m de altura, las ramitas son de color marrón púrpura oscuro, minuciosamente pubescentes a glabras lenticeladas.Especie dioica, con árboles masculinos y femeninos que producen diferentes tipos de inflorescencia. El pecíolo inflado en la base, pecíolo y raquis minuciosamente pubescentes a glabras, las hojas de 25-40 cm de longitud, imparipinnadas compuestas, con 3-6 folíolos. La inflorescencia femenina de 4-10 cm, minuciosamente pubescentes a glabras. Las flores masculinas: con cáliz minuciosamente pubescentes a glabras. El fruto es una drupa, de 2.5-3 cm de diámetro, que presenta una pulpa blanca comestible de sabor agrio.

## Distribución y hábitat
Se encuentra en las tierras bajas, colinas y bosques de montaña; a una altitud de 300-2000 metros en Anhui, Fujian, Gansu, Guangdong, Guangxi, Guizhou, Hubei, Hunan, Jiangxi, Sichuan, Taiwán, Xizang, Yunnan, Zhejiang, Bután, Camboya, India, Japón, Laos, Nepal, Tailandia y Vietnam.

## Usos
Conocido como "Lapsi" en el país de Nepal, es un árbol  que se encuentra en las montañas centrales de Nepal, que es popular por su madera y fruta comestible. Su fruto presenta una semilla que es tan grande como el de la oliva, que es dura y cubierta con una carne blanquecina suave de sabor agrio, que esta cubierta con una piel verde.  A pesar de su sabor agrio, su pulpa es muy utilizada para diferentes preparaciones tradicionales.
Generalmente se usa en Nepal para hacer dulces encurtidos y especias. Con ella se prepara una tarta de fruta autóctona, llamada "Titaura", "paun" o "maada"; que se suele vender en el mercado de Nepal, así como los países vecinos. Además la carne de la fruta se utiliza para hacer una sabrosa comida agria llamada manda, y por un dulce popular entre los turistas y treckers en el Himalaya.

## Taxonomía
Choerospondias axillaris fue descripta por (Roxb.) B.L.Burtt & A.W.Hill y publicado en Annals of Botany. Oxford 1: 254, en el año 1937.

### Basónimo
- Spondias axillaris Roxb.